# 伊尼什歐文半島
伊尼什歐文半島（Inishowen）是愛爾蘭島北部的一個半島，面積884平方公里，是愛爾蘭最大的半島。行政上劃屬多尼戈爾郡管轄。

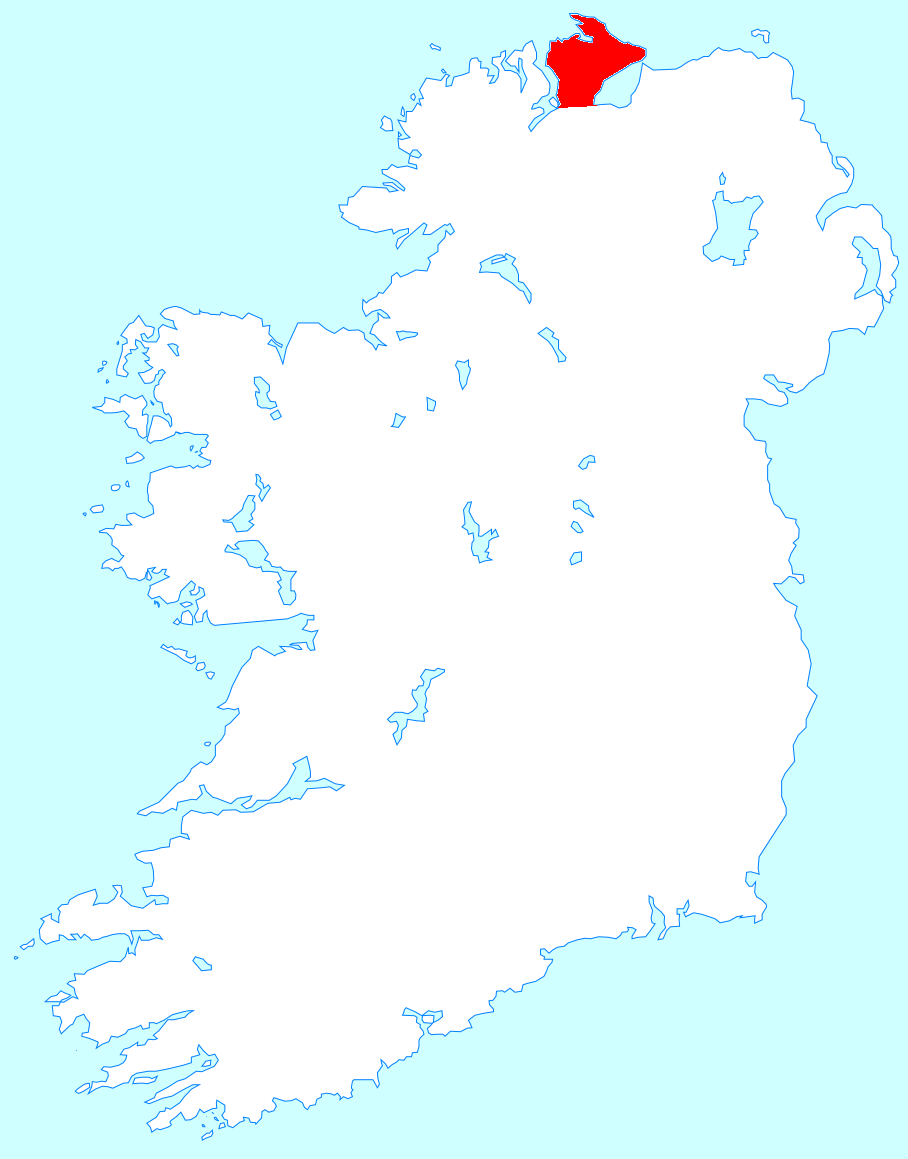
伊尼什歐文半島在愛爾蘭島的位置

伊尼什歐文半島西鄰斯威里灣，東鄰福伊爾潟湖，北端的馬林角是愛爾蘭的最北端。伊尼什歐文半島上有邦克拉納、卡恩多納、格林卡斯爾等幾個城鎮。